# Arctotherium vetustum
Arctotherium vetustum é uma espécie de urso extinta pertencente ao gênero Arctotherium, da subfamília Tremarctinae e da família de mamíferos placentários Ursidae. Viveu na América do Sul durante o Pleistoceno.Junto a Arctotherium wingei, e a Arctotherium tarijense conforma o subgénero Pararctotherium, pouco suportado atualmente.

## Descrição original
Arctotherium vetustum foi descrito originalmente por Florentino Ameghino no ano 1885.
Indivíduo MACN A1277. (calcótipo) Arctotherium vetustum Ameghino 1885, individuo adulto senil, fragmento de hemimandíbula direita com m2-3 presentes; procedente de Villa Urquiza, província de Entre Ríos; datado do Pleistoceno Médio a Holoceno Inferior

## Distribuição
Viveu na região Pampeana da Argentina (Províncias de Entre Ríos e Buenos Aires) durante o Bonaerense. Existiria também um registro pouco provável para o estado de Minas Gerais, no Brasil.

## Características gerais
O estudo da morfologia dentária indica que provavelmente se alimentavam de uma variedade de megaherbívoros pleistocênicos. Por outra lado, as lesões observadas em seus dentes podem indicar que também se alimentavam de carcaças. Assim como outros ursos extintos, provavelmente também realizava cleptoparasitismo). Por comparação com as espécies atuais, pode inferir-se que consumia também uma grande variedade de alimentos como insetos, pequenos animais, frutas ou mel.A extinção deste taxón na América do Sul, pode vincular-se primariamente ao desaparecimento dos megaherbívoros, suas principais presas, num contexto de forte pressão de caça exercida pelo homem, junto a importantes mudanças climáticas durante o fim do Pleistoceno.